# Шахтёр (футбольный клуб, Кировск)
Шахтёр — советский футбольный клуб из Кировска. Основан в 1962 году.

## Достижения
- Во второй низшей лиге СССР — 19 место (в финальном турнире УССР класса «Б» 1970 год).

## Результаты выступлений
| Сезон | Турнир                                                      | Достижение |
| ----- | ----------------------------------------------------------- | ---------- |
| 1968  | Чемпионат УССР среди КФК                                    | ?-е место  |
| 1969  | Чемпионат УССР среди КФК, 1 зона                            | 1-е место  |
| 1969  | Чемпионат УССР среди КФК, финал                             | 1-е место  |
| 1970  | Чемпионат СССР 1970, класс «Б», финал УССР за 15 - 27 места | 19-е место |